# Geotrigona mombuca
Geotrigona mombuca är en biart som först beskrevs av Smith 1863.  Geotrigona mombuca ingår i släktet Geotrigona och familjen långtungebin. Inga underarter finns listade i Catalogue of Life.